# Cyclocephala subsignata
Cyclocephala subsignata är en skalbaggsart som beskrevs av Hermann Burmeister 1847. Cyclocephala subsignata ingår i släktet Cyclocephala och familjen Dynastidae. Inga underarter finns listade i Catalogue of Life.